# Артюх Сергій Валентинович
Сергій Валенти́нович Артю́х (29 липня 1985, Донецьк, УРСР, СРСР) — колишній український футболіст, нападник.
У сезонах 2006–2007 та 2007–2008 грав у вищій лізі Чемпіонату України за полтавську «Ворсклу». Виступав також у низці інших українських клубів, в тому числі у «Сталі» під час перебування її у вищій лізі.
Дебютував у вищій лізі 20 серпня 2006 на матчі проти алчевської «Сталі».
Довічно дискваліфікований Федерацією футболу України у 2017 році за гру за збірну «ДНР».

## Досягнення
Бронзовий призер чемпіонату Азербайджану: 2008—2009